# 厭魅の如き憑くもの
『厭魅の如き憑くもの』（まじもののごときつくもの）は、三津田信三による日本の推理小説・ホラー小説。刀城言耶シリーズの第1長編。
単行本は、2006年2月28日に原書房〈ミステリー・リーグ〉より書き下ろしで刊行された。文庫版は、2009年3月13日に講談社文庫より刊行された。装丁は、単行本がスタジオ・ギブ（川島進）、文庫版が坂野公一（welle design）による。装画は単行本・文庫版ともに村田修が手がけている。
原書房の「本格ミステリ・ベスト10」2007年版（国内部門）で第3位となる。
最後まで読まなければホラーなのかミステリなのかわからない小説は書けないだろうか、と考えた結果として生まれた。
ミステリ評論家の千街晶之は「どこまでも徹底して作り込んだ本格ミステリであり、だからこそ恐怖感が満点で、ラストのどんでん返しが見事に成功している」と評価している。小説家の柴田よしきは「もともと三津田は、ホラーと本格推理の融合を目指した個性的な作風で知られているが、本作品は、まさに三津田の真骨頂が結実した」と評価している。

## あらすじ
昭和30年代前半のある年の4月、刀城言耶は神々櫛村を訪れる。そこは、古来より多くの不可思議な伝承をもつ地域であり、また神隠しに遭う者が多い地域でもあった。
ある日、憑き物を移した依代を、憑座である紗霧が緋還川に流しに行く。依代を流して巫神堂に戻るまで、憑座は決して後ろを振り返ってはいけないとされているが、途中、紗霧は何かの視線や気配を背中に感じ、その何かとは憑き物ではないかと考えた紗霧は、左肩越しに後ろを見る。
言耶が神々櫛村を訪れてまもなく、山伏の小佐野膳徳が、カカシ様の笠を被り、蓑をまとって縊死しているのが発見される。次いで、勝虎がカカシ様の格好をして溺死しているのが発見される。また、毒物の入ったお茶を飲んで中毒死した国治がカカシ様の姿で発見される。続いて、怪死した絹子がカカシ様の姿で発見される。また、勇もカカシ様の姿をし、手鎌でのどを切られて死んでいるのが発見される。
やがて言耶が、一連の事件に対する自らの考えを関係者の前で話すことになる。

## 登場人物

### 神櫛家
天男（あまお）
荼夜の夫。
荼夜（とよ）
天男の妻。遠戚より嫁入り。
須佐男（すさお）
荼夜の長男。当主としての貫禄がある。
弥恵子（やえこ）
須佐男の妻。千寿子の妹。新神屋より嫁入り。
千寿子（ちずこ）
建男の妻。須佐男に嫁ぐも、荼夜の命令により離縁される。
建男（たけお）
荼夜の次男。千代の父。大神屋より入り婿。神々櫛神社の宮司。24歳のとき、当時19歳の嵯霧との間に縁談があった。
千代（ちよ）
千寿子の長女。17歳。高校3年。11歳の頃から憑依されることがあり、何度も憑き物落としの儀式が行われている。
聯太郎（れんたろう）
弥恵子の長男。9歳のとき、漣三郎と九供山に登り、行方不明となる。
蓮次郎（れんじろう）
弥恵子の次男。大学の医学部に合格。上京してから一度も帰省していない。
漣三郎（れんざぶろう）
弥恵子の三男。千代の従兄。18歳。浪人生。千代と昔から仲が良い。小霧が叉霧に殺されたと考えている。

### 谺呀治家
叉霧（さぎり）
捺霧の双子の姉。巫女。70代半ば。紗霧の祖母。
捺霧（さぎり）
叉霧の双子の妹。憑座。故人。
勝虎（かつとら）
叉霧の弟。50代半ば。年齢のわりに貫禄がない。
早霧（さぎり）
嵯霧の双子の姉。叉霧の長女。巫女。座敷牢への出入りを繰り返す。
嵯霧（さぎり）
早霧の双子の妹。叉霧の次女。
勇（いさむ）
嵯霧の夫。下屋より入り婿。40代後半。坊ちゃん然とした雰囲気がある。数年の会社勤務を経る。
国治（くにはる）
叉霧の長男。上屋から中屋へ婿養子に入る。
絹子（きぬこ）
叉霧の三女。他家に嫁ぐが、憑き物筋の家だとわかった途端に離縁されて出戻る。
小霧（さぎり）
嵯霧の長女。紗霧の双子の姉。谺呀治の女児が9歳になると行われる九供儀礼で口にする宇迦之魂（うかのみたま）という薬酒を飲み、その副作用により重症化する。葬儀は地味に済まされる。
紗霧（さぎり）
嵯霧の次女。16歳。谺呀治の上屋の憑座（よりまし）。千代の誕生日会に招待されなかった。言耶の年齢について、20代ではないかと推測している。
黒子（くろこ）
叉霧の付き人。身元不明。

### その他
小佐野 膳徳（おさの ぜんとく）
山伏。
泰然（たいぜん）
妙遠寺の住職。60代半ば。
当麻谷（とまや）
爬跛村の医者。趣味で朱雀地方から蛇骨地方一帯の様々な伝承を書き溜めている。閇美山犹稔に23年前に会っている。
大垣（おおがき）
神々櫛村の藪医者。
楯脇（たてわき）
爬跛村の駐在の巡査。
大江田 真八（おおえだ しんや）
警部。息子は私立探偵の大江田鐸真。
芫（がん）
大神屋の出入りの職人。
静枝（しずえ）
9年前に神隠しに遭った女児。
閇美山 犹稔（へみやま なおなり）
民間の民俗学者。関西の山奥にある村の出身。『朱雀と蛇骨の憑きもの信仰 神々櫛の厭魅を巡って』の著者。
刀城 言耶（とうじょう げんや）
作家。
刀城 牙升（とうじょう がじょう）
言耶の実父。

## 用語
神櫛（かみぐし）家
非憑き物筋。「白の家」と呼ばれる。大神屋、新神屋がある。谺呀治家と対立している。
谺呀治（かがち）家
憑き物筋。「黒の家」と呼ばれる。上屋、中屋、下屋がある。代々にわたって双子の女児が生まれる家系。
厭魅（まじもの）　
最も忌むべき存在と恐れられる正体不明の化け物、憑き物。蒼龍郷一帯に伝わる。その姿は、組笠と蓑をまとったものとされている。
朱雀（すじゃく）連山
古来より多くの不可思議な伝承をもつ。
蛇骨（じゃこつ）連山
朱雀連山に連なる。
蒼龍郷（そうりゅうごう）
神々櫛村や爬跛村などを擁する。西端一帯では昔から行方不明になる者が多い。東西に延びる朱雀連山の半ばより西方にある。
神々櫛（かがぐし）村
神隠し村、案山子村、憑き物村とも呼ばれている。蒼龍郷の最西端に位置する。爬跛村の西隣にある。
爬跛（はは）村
蛇骨連山の東端に位置する。蒼龍郷の西端に位置する。
カカシ様
山神様。神々櫛村の随所に祀られている。村人から畏れられている存在。菅と藁で編まれた組笠と蓑から作られている。
巫神堂（みこがみどう）
カカシ様が祀られている。
九供山（くぐやま）
村のすべての災いの源と見なされている山。ナガボウズという化け物が棲むとされる。

## 備考
次のように、刀城言耶シリーズ以外の三津田作品とのつながりが見られる。
- 爬跛村は『のぞきめ』で鞘落惣一が転落死した場所でもある。
- 当麻谷の話の中に百巳家が出てくるが、『蛇棺葬』でも百巳家が登場する。